# Sense testimonis
Sense testimonis (títol original: Blind Side) és un thriller estatunidenc de Geoff Murphy de l'any 1993. Ha estat doblada al català.

## Argument
Doug i Lynn Kaines viuen feliços. Mentre esperen el seu primer fill, la parella s'agafa unes vacances al Mèxic on Doug supervisa la instal·lació d'una fàbrica de mobiliari. En el camí del tornada, de nit, atropellen accidentalment un policia mexicà. Tement que si declaren l'accident, Lynn podria anar a la presó, decideixen fugir cap a Los Angeles. Més tard, Doug i Lynn reben la visita de Jack Shell que desitja una feina de comercial a la seva empresa. Els Kaines rebutgen contractar-lo, no obstant això Shell els fa xantatge. En efecte, aquest home inquietant i massa segur d'ell mateix en sabria més sobre les vacances que la parella ha passat.

## Repartiment
- Rutger Hauer: Jack Shell
- Rebecca de Mornay: Lynn Kaines
- Ron Silver: Doug Kaines
- Jonathan Banks: Aaron
- Mariska Hargitay: Melanie
- Tamara Clatterbuck: Barbara Hall

## Crítica
- "Thriller rodat amb correcció i amb unes interpretacions bastant aconseguides. Llàstima que el guió no donés molt de si"[3]